# 內藤湖南
內藤湖南（1866年8月27日—1934年6月26日），本名虎次郎，字炳卿，號湖南，以号行，近代日本歷史學家、漢學家，京都学派的开创者，与白鸟库吉同为日本“东洋史”学科的奠基者。
内藤湖南提出了文化中心移动说与唐宋变革论两大著名的史学观点：前者认为中国文化的发展是“传播”（中原文化向周边发散）与“反馈”（吸取中原文化的异族政权入主中原）二者不断重复的过程；后者认为中国历史在唐宋之际发生剧变，由此进入了近世时期。

## 生平
內藤湖南的最高學歷是在故鄉秋田師範學校的兩年師範科。1907年至1926年間任教於京都大學，教授東洋史。他處於盛世的日本折衷學派轉向實學的時代背景（1875年福澤諭吉刊行《文明論之概略》，鼓吹「脫亞入歐」，倡導獨立意識，對明治精神和國民主義的形成起了更大的作用，而明治中期，日本人盲目仿效西方的熱潮開始降溫，日本朝野從一度急切歐化的狂熱中逐漸清醒）。
1890年，內藤湖南曾經參加1888年成立的國粹主義的文化政治團體「政教社」，其領導人物有三宅雪嶺、志賀重昂、杉浦重剛等，其宗旨為革新傳統社會，但反對歐美文化入侵，主張恢弘日本文化以及東方文化。青年時曾任記者，1897年至1898年，在台灣擔任《台灣日日新報》前身之一的《台灣日報》的主筆。1900-1906年，內藤湖南任職《大阪朝日新聞》，兼高橋健三的秘書。大致上，他交往的大多數有才能的人物具有國粹主義的國民主義傾向，對於內藤史觀的形成大有影響，如：最後成為無政府主義者的幸德秋水；宣揚國民主義的政教社；西村天囚主張的坤輿文明論、以中國文化為核心的東洋文化論。
內藤湖南一生曾十次訪華，一次訪歐；在遊歷華南華北期間，他通過面會筆談，結交了嚴復、文廷式、張元濟、沈曾植、柯紹忞、王國維、羅振玉、劉鶚等人。綜觀他的前半生生涯，經世取向使他具備了現實意識，開闊的視野成就了他的業績，職業的實踐推動他進一步對中國歷史作出宏觀的通盤考察，並為他日後轉入教授歷史、研究歷史鋪平了道路。

## 学术研究

### 東洋史
内藤湖南一生致力于历史学研究，旁及其他学科，学问渊博，世所罕见。大正十年（1921）左右他在京都大學所使用的講義，日後成為其大作《支那上古史（中國上古史）》（收錄於《內藤湖南全集一〇》，筑摩書房）一書之稿本，該書開宗明義指出：「我所謂的東洋史就是中國文化發展的歷史」，其對於東亞文化的研究即是以中國歷史的研究為範圍：簡而言之，內藤氏史學研究的地理範圍，即以帕米爾、西藏高原為中心而開展，去除印度、中亞細亞、西伯利亞的所謂「東亞」為地理區劃的歷史文化學研究，上述範圍的史學，在他本人界定中即為所謂「東洋學」，而此東洋學概念，正隱含著一種將東亞視為整體的世界史史觀。

### 時代區分論
內藤湖南於上世紀二〇年代提出極具啟發性的時代區分論，主要是以《支那上古史（中國上古史）》一書的論點為人所知。此區分論乃將中國的朝代根據其時代特色，分為「上古」、「中世」、「近世前期」、「近世後期」等四期。「上古」指的是文明起源直至中後漢中葉，上古時期的特色是形成中國文化，並以此文化擴及周圍各地；「中世」則為五胡十六國至唐代中葉，此時乃是東洋史的第二階段，此階段與前述「上古」之別乃是以後漢半期至西晉期間為過渡，這段時期的特色是邊疆民族入侵中國內部，而此種入侵特色在唐末五代中達到巔峰。至於何謂東洋史第三、四階段，亦即何為「近世前期」、「近世後期」，在《支那上古史（中國上古史）》一書中沒有明確說明。

### 唐宋變革
內藤湖南關於中國歷史最著名的理論是「唐宋變革期」（或稱「唐宋變革論」、「唐宋變革」）：在內藤湖南眼裡，中國歷史從中古轉變為近世，是一大變革，這變革把唐宋分割，故後來以「唐宋變革」稱之。他認為中國歷史分期以秦漢以前為「上古」，東漢到西晉為「第一過渡期」，五胡十六國到唐朝中葉為「中世」，唐朝後期到五代十國為「第二過渡期」，宋朝以後則為「近世」。此時代區分論曾遭到多方批評，議論尤其在日本國內於戰後越來越熾，然最終他的理論被之後的日本學者所繼承，成為日本人研究中國歷史的基本觀念。此外，除以中國為開展的「東洋史」外，在日本歷史研究上，內藤認為，邪馬台国位於九州，而不是在近畿地區。

## 政治觀
內藤湖南對中國文化的研究深入，認為中國文化為東亞文化的主流，並給予極高的評價。但他並不是絕對的中國中心主義者，從他高度評價北畠親房的《神皇正統記》所開啟的日本中心和文化獨立思想，可以瞭解內藤的立足點和他的全面的東亞文化觀。
內藤湖南所著作的《支那論》在二戰後受到了野原四郎、增井經夫、池田誠、五井直弘、增淵龍夫等多人撰文批判內藤出自國族主義的文化史觀的言論，指出其書中言論助長了軍國主義。池田誠寫過一系列研究內藤的文章 ，認為研究內藤史學不能無視明治時代後期的國族主義背景。池田誠說：“內藤湖南的中國史研究是建立在內藤所發揮的國族主義的延長線上。”，並履次提及內藤是“《國民論》派的國粹主義”、“可以說是中國版本的國族主義派之國粹主義政治論”，《國民論》派的國粹主義指的就是政教社的三宅雪嶺、志賀重昂等人和日本主義者陸羯南所主張的日本民族主義。丸山真男曾將明治時期中產階級的國族主義分疏為民族主義、國民主義、國家主義三種。
周一良曾经评点日本三位汉学大师，说：“白鸟库吉（1865-1942）受西方学术影响较深，内藤湖南受乾嘉朴学影响较深，两人分别巍然成为东西两京（按：指日本的东京和故都西京即京都）中国史研究的长老；而桑原隲蔵（1871-1931）则兼承乾嘉与欧洲学术传统，是明治以后中国史研究的又一巨擘。三人之中，内藤湖南治中国史卓然有所建树，以其最为深长，自成系统，故有内藤史学之称。”另外研究中國歷史著名的傅佛果(Joshua A. Fogel)和包弼德（Peter K. Bol）教授亦對內藤有所評述，博佛國指出「對於像內藤這樣一位相信學當致用的人說來，日本為亞洲作決策的重任，絕不能只聽任職業政客和軍國主義人物一手把持。」
，包弼德認為「內藤從他的中國史研究中得出的結論是，貴族專制體制終將成為日本現代化的障礙；這個對日本的殷鑒，看起來內藤在開始從事中國研究的時候就繫之於心。」
在《支那論》中，內藤認為中國乃是蚯蚓式的國家：「如果日本和支那衝突，不幸而兵戎相見，為此使支那陷於土崩瓦解、不可收拾的境地，日本不是要負全部責任嗎?……日本每每會有這樣杞憂。然而這種憂慮實在是因為對支那國家的成立、支那的社會組織的全然無知所造成的。打個極簡單的比方:……例如小笠原島假若被外國占領了，日本國民肯定全體激憤。然而支那的情況卻與日本不同，支那恰似蚯蚓這種低級動物，把一段身子給切斷了，其他部分能沒有感覺，仍然能夠繼續活著。… …在支那，政治這種東西和社會組織，兩者互無關係，這種情況由來已久。所以，如果今天支那人真的興起了民眾運動，那也不可能是由國民的公憤引起來的。如果看上去具有國民公憤的形式，就完全可以判斷，那是由於虛假的煽動所致。」

## 主要著作
- 支那論
- 日本文化史研究 (有中譯本)
- 支那繪畫史
- 支那史学史
- 清朝史通論
- 內藤湖南著，夏應元译：《中國史通論》（北京：社會科學文獻出版社，2004）。
- 內藤湖南著，馬彪译：《中國史學史》（上海：上海古籍出版社，2008）。
- 內藤湖南著，栾殿武譯：《中國繪畫史》（北京：中華書局，2008）。

## 外部連結
- 內藤湖南：作家別作品リスト - 青空文庫

### 專書
- 內藤湖南研究會編，馬彪等譯：《內藤湖南的世界》（西安：三秦出版社，2005）。